# Mainz-Ebersheim
Ebersheim ist ein Ortsbezirk der rheinland-pfälzischen Landeshauptstadt Mainz.
Er ist der entlegenste, höchstgelegene und am meisten Weinanbau betreibende Stadtteil von Mainz und bildet mit seinen Grenzen den südlichen Ausläufer der Stadt. Ebersheim wird wegen seiner Lage in Mainz als das Tor nach Rheinhessen bezeichnet.
Die erste urkundliche Erwähnung von Ebersheim fand im Jahr 764 in einer Schenkungsurkunde des Stifts St. Alban an das Kloster Lorsch statt.
Obwohl Ebersheim seit 1969 zur Stadt Mainz gehört, ist es immer noch ländlich geprägt. Das Ortsbild ist gemischt. Einerseits gibt es Bauernhöfe, Weingüter und alte Bauten im Ortskern, andererseits gibt es Neubaugebiete, Reihenhäuser und eine Mehrfamilienhaussiedlung (mit bis zu sieben Stockwerken pro Haus) am Ortsrand. Die rheinhessische Lebensart ist in Ebersheim spürbar. So sind beispielsweise die kulturellen Höhepunkte das Weinfest im Dorf und die Kerb.
Eine Besonderheit von Ebersheim ist die Ortsvorwahl, die von der Mainzer Vorwahl 06131 abweicht. Ebersheim gehört mit seiner Telefonvorwahl 06136 zum Ortsnetz der Stadt Nieder-Olm im Landkreis Mainz-Bingen.

## Geographie

### Geographische Lage

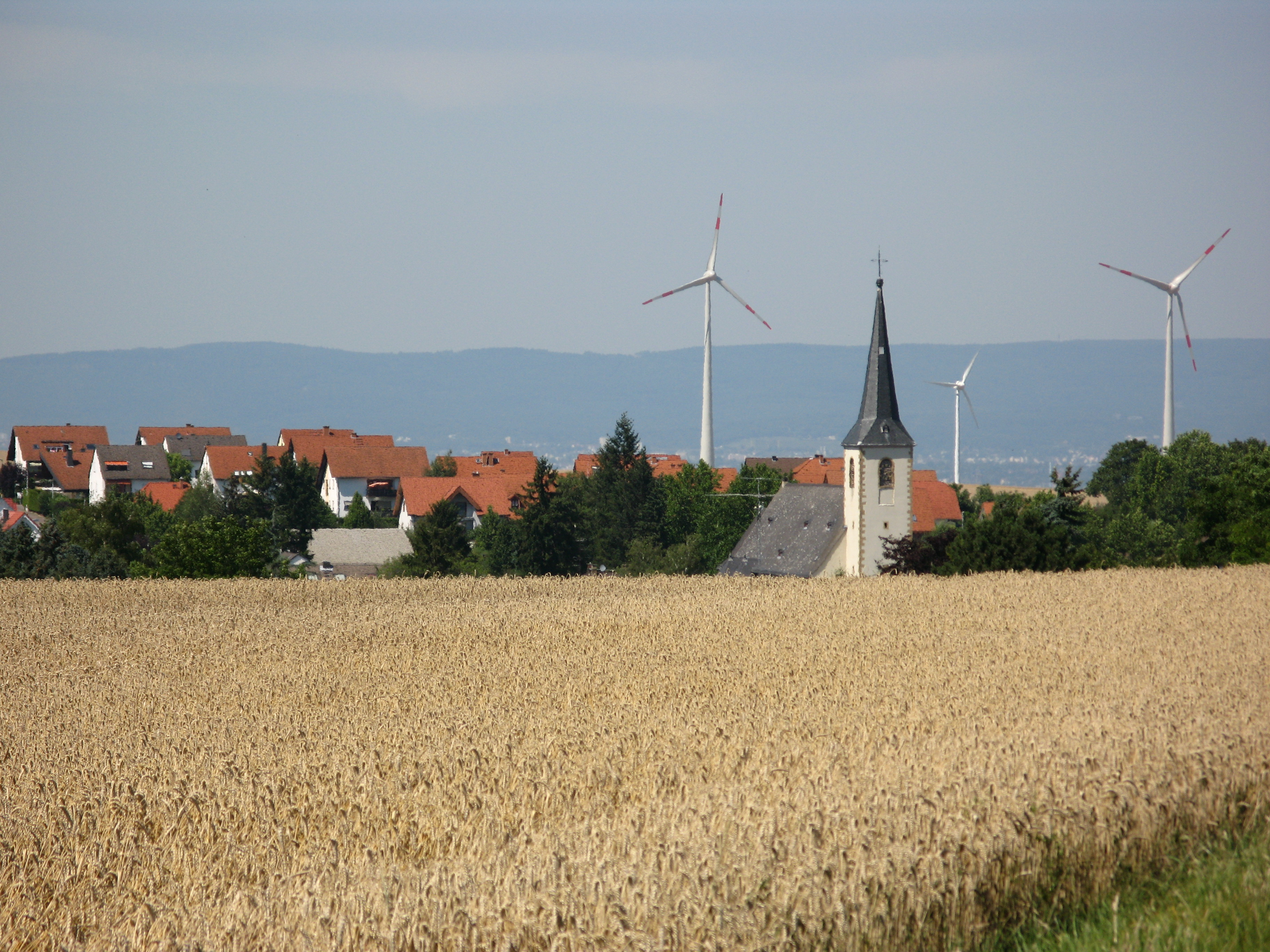
St. Laurentius inmitten des Ortskerns
(vom Süden aus fotografiert)

Ebersheim liegt, wie die meisten rheinhessischen Ortschaften, in einer Agrarlandschaft. Die Agrarlandschaft wird durch Ackerbau, Obstbau und Weinbau geprägt. Ebersheim befindet sich am östlichen Hang des Mühlberges (243 m NN) und am nordöstlichen Hang der Muhl (Auf der Muhl 245 m NN), dem höchsten Punkt der Stadt Mainz. Der tiefste Punkt Ebersheims befindet sich bei der östlichen Ortseinfahrt von der L 425 kommend (193 m NN).

### Nachbarstadtteile und -gemeinden
Folgende Gemeinden bzw. Mainzer Stadtteile grenzen im Uhrzeigersinn an Ebersheim:
im Norden Mainz-Hechtsheim, im Osten Harxheim, im Südosten Mommenheim, im Süden Zornheim, im Südwesten Nieder-Olm, im Westen Ober-Olm und im Nordwesten Klein-Winternheim.

### Geologie
Ebersheim bildet ein Plateau inmitten des Mainzer Beckens, eines Sedimentationsraums, der durch Absinken des Oberrheingrabens entstand. In der Folge drang ein Binnenmeer ein, das zur Ablagerung verschiedener mariner Sedimente führte. Man unterscheidet hierbei mehrere Transgressionsphasen (Rupelium). Aus dieser Zeit stammen zum Teil die nordwestlichen Sedimente der Gemarkung Ebersheim. Deutlicher aufgeschlossen sind diese im Nachbarort Nieder-Olm. In Ebersheim wird der Großteil dieser Sedimente von späteren Ablagerungen abgedeckt, vorwiegend pleistozäne Löße, die während verschiedener Eis- und Kaltzeiten äolisch verdriftet und hier abgelagert wurden. Aus noch jüngerer Zeit stammen Lehme aus dem Holozän, die östlich von Ebersheim in der Töngeswiese am tiefsten Punkt abgelagert wurden. Sie entstanden wahrscheinlich durch den Wildbach, welcher zur Zeit der Erstbesiedlung des Gebietes Auf der Muhl entsprang und in der Töngeswiese mündete. In Ebersheim befand sich am 7. Februar 1999 das Epizentrum eines Erdbebens der Stärke 2,5 (Nähe Fort Muhl).

## Geschichte

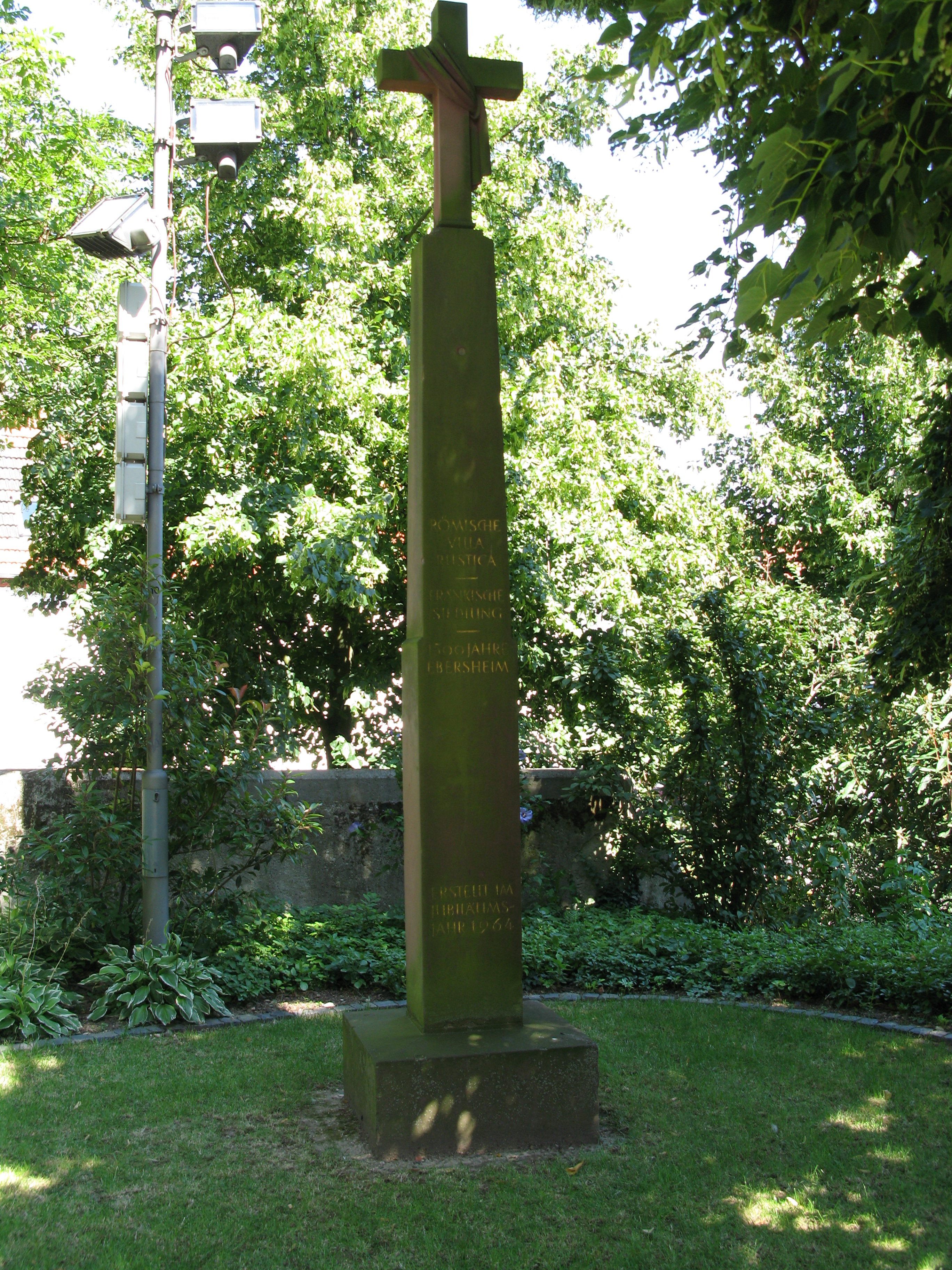
Denkmal an die Jubiläumsfeier Ebersheims 1964, mit der Inschrift „Römische Villa Rustica – Fränkische Siedlung – 1500 Jahre Ebersheim“

### Frühzeit
Die ältesten Spuren menschlicher Zivilisation in der Ebersheimer Gemarkung lassen sich auf ca. 2200 v. Chr. datieren. Es handelt sich um den Fund eines Glockenbechers, eines glockenförmigen Tongefäßes, welches von einer endneolithischen Kultur, der Glockenbecherkultur, in der Zeit von 2600 v. Chr. bis etwa 2200 v. Chr. gefertigt wurde. Der Flurname Langer Stein nördlich von Ebersheim weist wahrscheinlich auf einen Menhir hin, welcher aus der Jungsteinzeit oder der Bronzezeit stammt und sich ungefähr in die Periode der Glockenbecherkultur einordnen lässt. Spuren der Bronzezeit sind ebenfalls belegt. So wurden ein Bronzemesser und Bronze-Lanzenspitzen Im Loh, einem Wäldchen zwischen Ebersheim und Nieder-Olm, gefunden. Die Funde werden der Hügelgräber-Periode und der Urnenfelder-Bronzezeit zugeordnet. Spätere Spuren lassen sich erst wieder aus der Zeit nach der römischen Eroberung finden.

### Römer
Römische Siedlungsspuren sind in Form von Resten einer Villa rustica am Ufer eines Bachlaufes vorhanden. Dieser Fund und damit verbundene Kleinfunde wurden auf das 2. bis 4. Jahrhundert n. Chr. datiert. Dokumentiert sind weitere Einzelfunde in der Ebersheimer Gemarkung, so beispielsweise ein Gefäßhenkel mit Silbereinlagen, ein goldener Fingerring und ein Gladius.

### Franken
Aus der fränkischen Zeit stammt ein in Ebersheim gefundener frühchristlicher Grabstein mit der fragmentarischen Inschrift, die von „[…]lindis“ und „Velandu et Thudelindi“ spricht. Man vermutet, dass hier der Name einer Tochter und der ihrer Eltern angegeben sind und dass diese Tochter „in Frieden 12 Jahre gelebt hat“.
Zwischen 400 n. Chr. und 500 n. Chr. wurde zwischen den Armen des Wildbaches im Bereich der heutigen Römerstraße eine Siedlung gegründet.

### Mittelalter

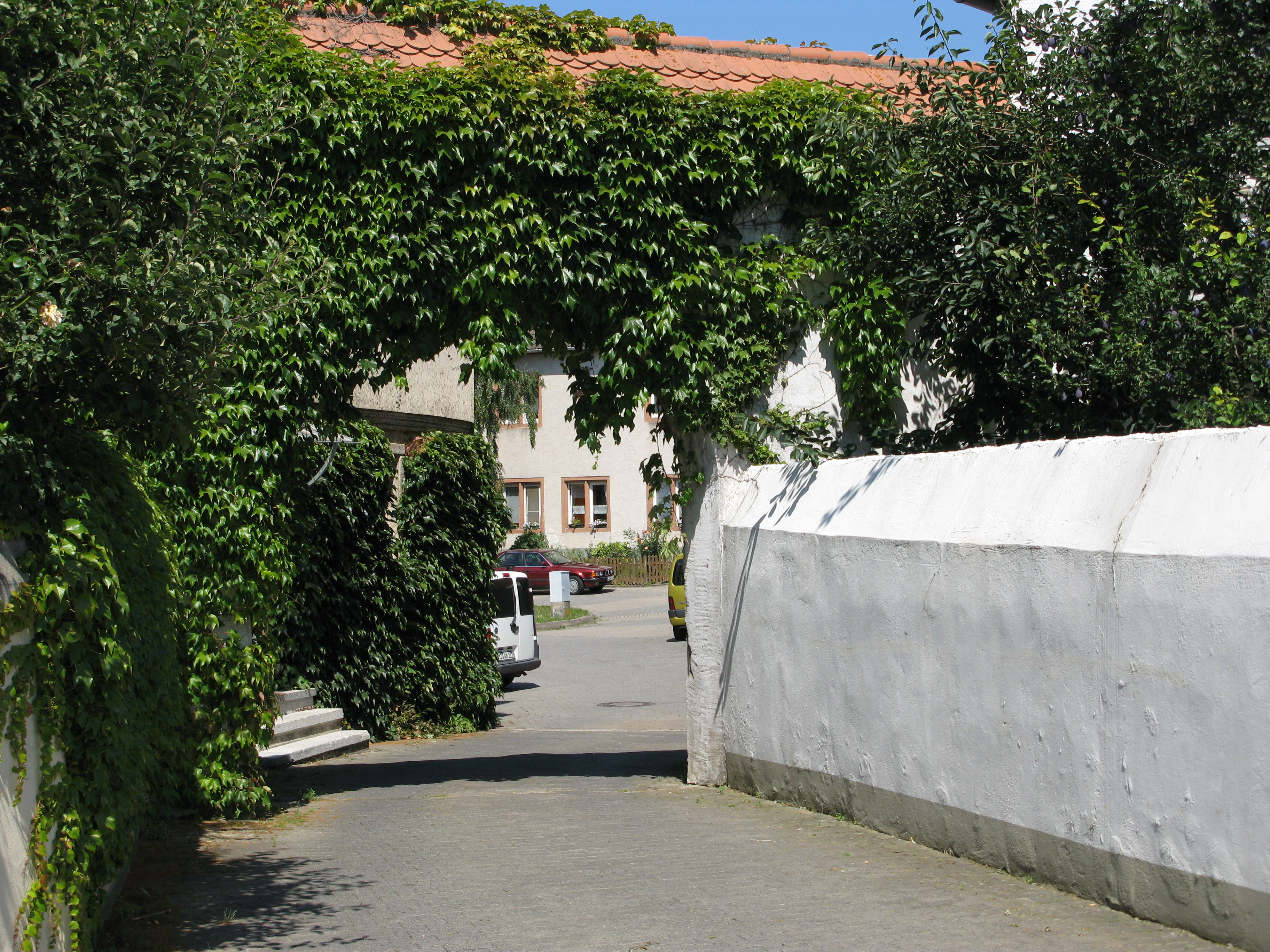
Torbogen des 1324 gegründeten Anthonishof bzw. heute Töngeshof

Erstmals urkundlich erwähnt wurde Ebersheim 764 in einer Schenkungsurkunde des Stifts St. Alban an das Kloster Lorsch. Aber auch hier gibt es eine zweite Möglichkeit, eine Urkunde von 789, welche von einem Heimatforscher als frühestes genau datierbares Dokument bezeichnet wird, in dem der Name Aburinesheim für Ebersheim genannt wird. Über die Namensgebung bzw. erste urkundliche Erwähnung gibt es somit keine Einigkeit.
830 wurde Ebersheim in einer Urkunde als „Mönchsgut der Abtei St. Maximin“ bei Trier genannt. Bei der Urkunde handelt es sich nicht um einen erstmaligen Verleihungsakt. Demnach muss der Besitzwechsel früher stattgefunden haben. 1184 wurde erstmals die Ebersheimer Kirche mit Kapelle urkundlich erwähnt. Im selben Jahr wurde angeordnet, dass Weinbau nur noch im Süden des Ortes betrieben werden darf. So ist es bis heute geblieben. 1304 wurde an der Kreuzung Enggasse/Römerstraße/Neugasse ein Dorfgerichtsplatz errichtet, von dem aus Wege in die umliegenden Ortschaften führten. 1324 gründeten Mitglieder des Antoniter-Ordens den Anthonishof, den heutigen Töngeshof als Landgut zur Versorgung ihrer Stadtdependance, welcher damals noch eigenständig war und nicht zu Ebersheim gehörte. Von 1420 an gehörte Ebersheim nach mehrmaligen Besitzwechseln für die nächsten 350 Jahre zum Kurstaat Mainz und stand unter dessen Schutz. In den Wirren der Reformation (nach 1525) wurde der Pfarrhof abgebrannt.

### Neuzeit bis 1945

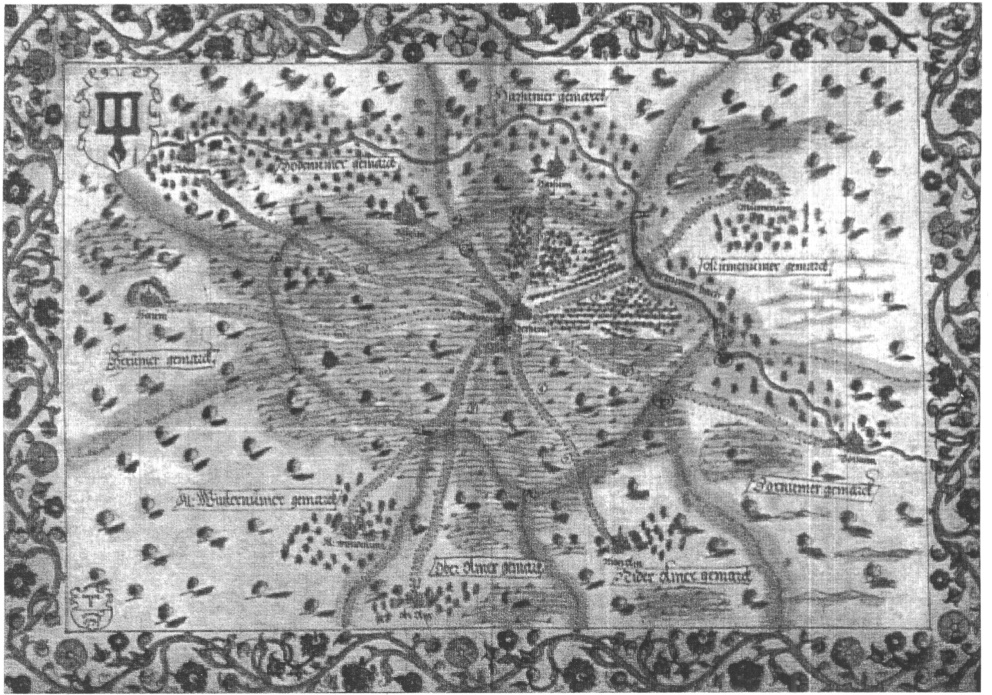
Gottfried Mascop: Gemarkungsplan Ebersheim

1577 ordnete der Mainzer Kurfürst Daniel Brendel von Homburg die Anfertigung von Karten für Mainz an. Daraufhin wurde Ebersheim erstmals von Gottfried Mascop kartografisch erfasst. Zu sehen ist die Pfarrkirche, der Anthonishof (Töngeshof) und die Ebersheimer Pforten – die Mainzer Pforte im Norden, die Kirchenpforte im Westen und die Hammelspforte im Süden – sowie das Ebersheimer Wappen, welches schon damals den Feuerrost enthielt.

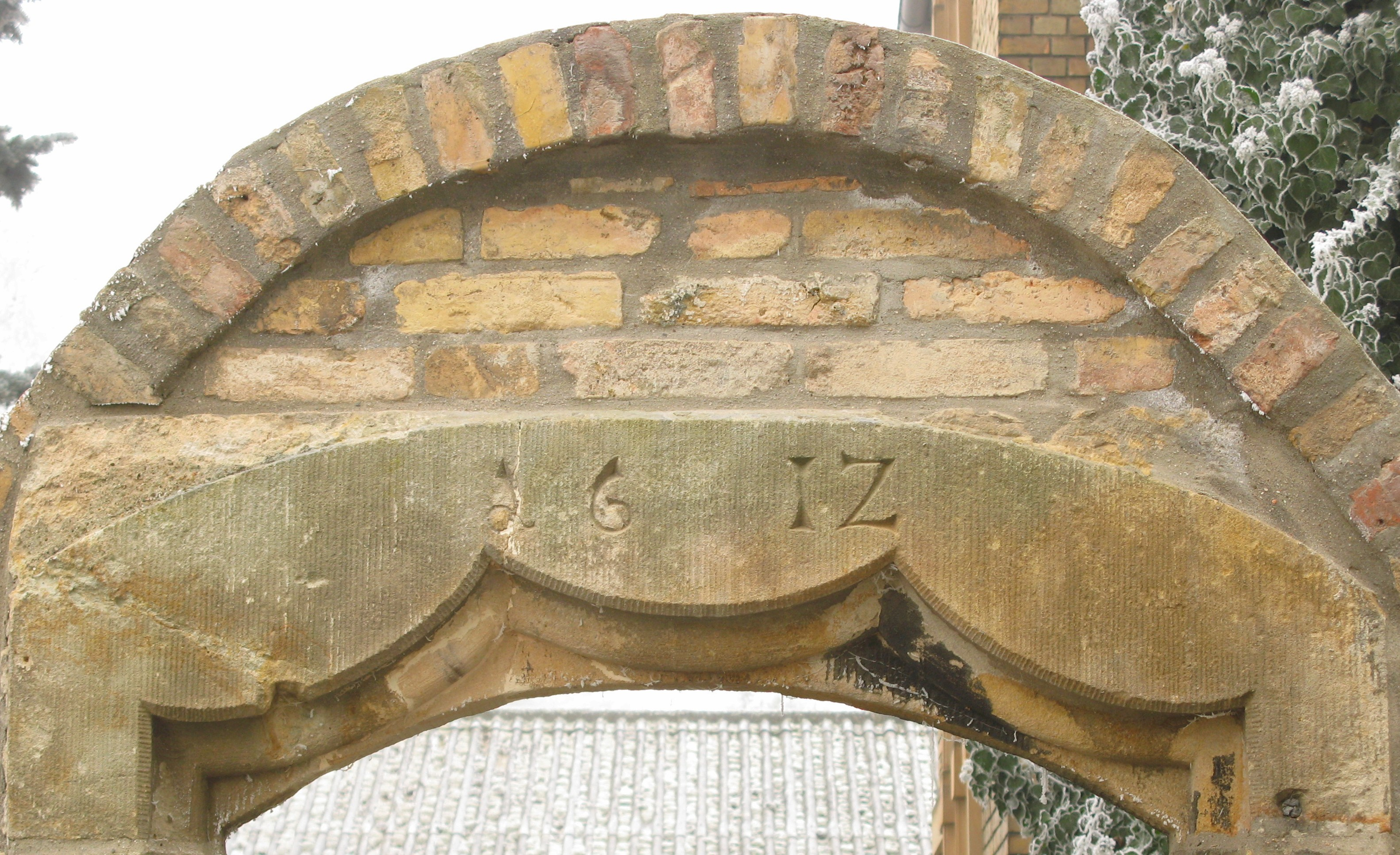
Vorhangbogen des Pfarrhofes von 1612

1612 wurde der zerstörte Pfarrhof wieder aufgebaut, an den noch heute ein Vorhangbogen mit der Inschrift „1612“ erinnert. Um 1650 wurde am Ostende des Töngeshofes ein Herrenhaus mit dem Wappen des Mainzer Kurfürsten Johann Philipp von Schönborn gebaut. Im Pestjahr 1666 starben circa 100 Ebersheimer. An der Römerstraße wurde 1688 ein Schulhaus erbaut. Während des Pfälzischen Erbfolgekrieges (1688 bis 1689) starben an den Kriegsfolgen und an Seuchen viele Ebersheimer.
In den Jahren 1725 bis 1729 wurde das Mittelschiff der heutigen Pfarrkirche mit Chor und Sakristei errichtet. 17 Jahre später wurde die Kirche ausgemalt, zwei Altäre und die Kanzel wurden eingebaut, und Apostelbilder an der Emporenbrüstung angebracht. 1767 wurde die Figurengruppe der Marienkrönung geschaffen. Nach dem Abriss der Kapelle, welche die Figurengruppe enthielt, und dem Umzug in eine Hausnische steht die Marienkrönung heute restauriert in einer Kapelle in der Laurentiusstraße. 1768 wurde der Kirchturm errichtet. 25 Jahre später erhielt die Kirche den Hochaltar aus St. Quintin in Mainz.

Während den Belagerungen der Festung Mainz von 1794 bis 1799 wurden französische Soldaten in Ebersheim einquartiert. Den von diesen mitgebrachten Seuchen fielen viele Ebersheimer zum Opfer.

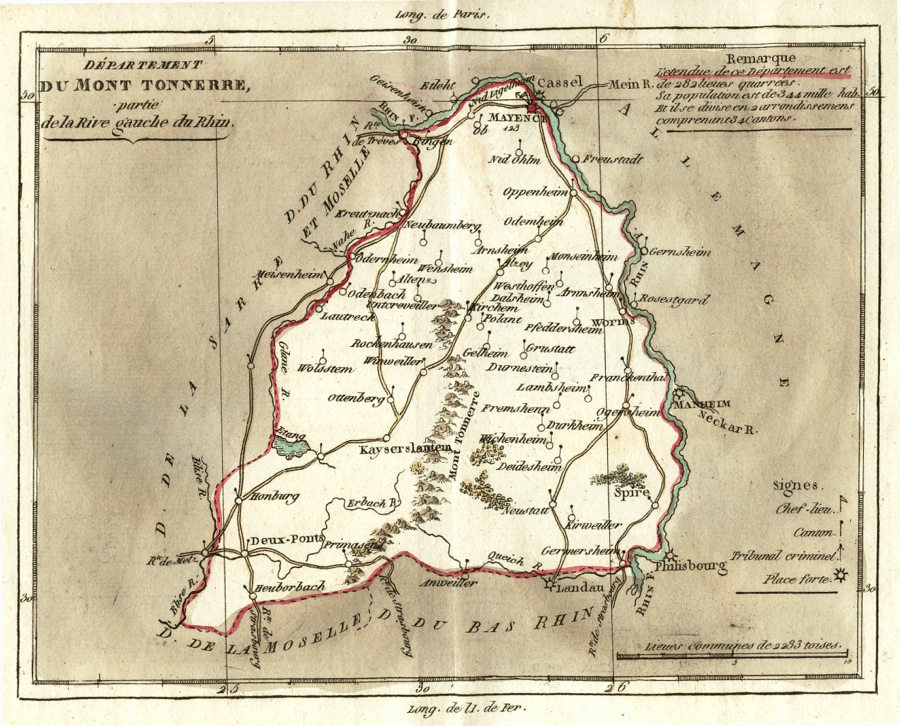
Karte des Département du Mont-Tonnerre

Am 30. Dezember 1797 wurden Mainz und die linksrheinischen Gebiete, damit auch Ebersheim, französisch und gehörten fortan zum Département du Mont-Tonnerre. Ab 1807 hatte Ebersheim eine eigenständige Mairie (Mairie d’Eberheim Mont-Tonnerre) im Kanton Niederolm.
Der Herzog von Dalberg verkaufte den Töngeshof, welcher nun nicht mehr autonom war, an die Ebersheimer.
1813 und 1814 starben viele Ebersheimer an Fleckfieber, das die aus Leipzig zurückweichenden französischen Truppen in Mainz und Ebersheim einschleppten. Hunger und Typhus breiteten sich ebenfalls aus. Durch die nachfolgende dreimonatige russisch-preußische Belagerung verschlimmerte sich die Situation. Ebersheim kaufte vom Kloster St. Alban den Albaniterhof.
Nach dem Wiener Kongress kam Ebersheim 1816 zur Provinz Rheinhessen des Großherzogtums Hessen (Hessen-Darmstadt) und gehörte zum Kreis Mainz. Die Stadt Mainz war mittlerweile zur Bundesfestung erklärt worden. Durch das Realteilungsrecht stieg die Armut in Ebersheim wie in vielen rheinhessischen Gemeinden. Dadurch wurde zwischen 1840 und 1880 eine Auswanderungswelle nach Amerika ausgelöst. Durch die Auswanderung verbesserte sich ab 1850 die Lage der Zurückgebliebenen, und die Auswanderungswelle ebbte ab. 1853 wurde für die 47-köpfige jüdische Gemeinde eine Synagoge in der Mainzer Straße, der heutigen Konrad-Adenauer-Straße, gebaut. Auf dem Gelände des alten Pfarrhofes wurde 1857 ein Pfarrhaus im neobarocken Stil errichtet. In der Römerstraße wurde das Rath- und Schulhaus erbaut und bezogen. 1859 wurde die Kirche neu ausgemalt. Durch den Preußisch-Österreichischen Krieg von 1866 endete der Deutsche Bund und die Bundesfestung Mainz erhielt eine rein preußische Besatzung.

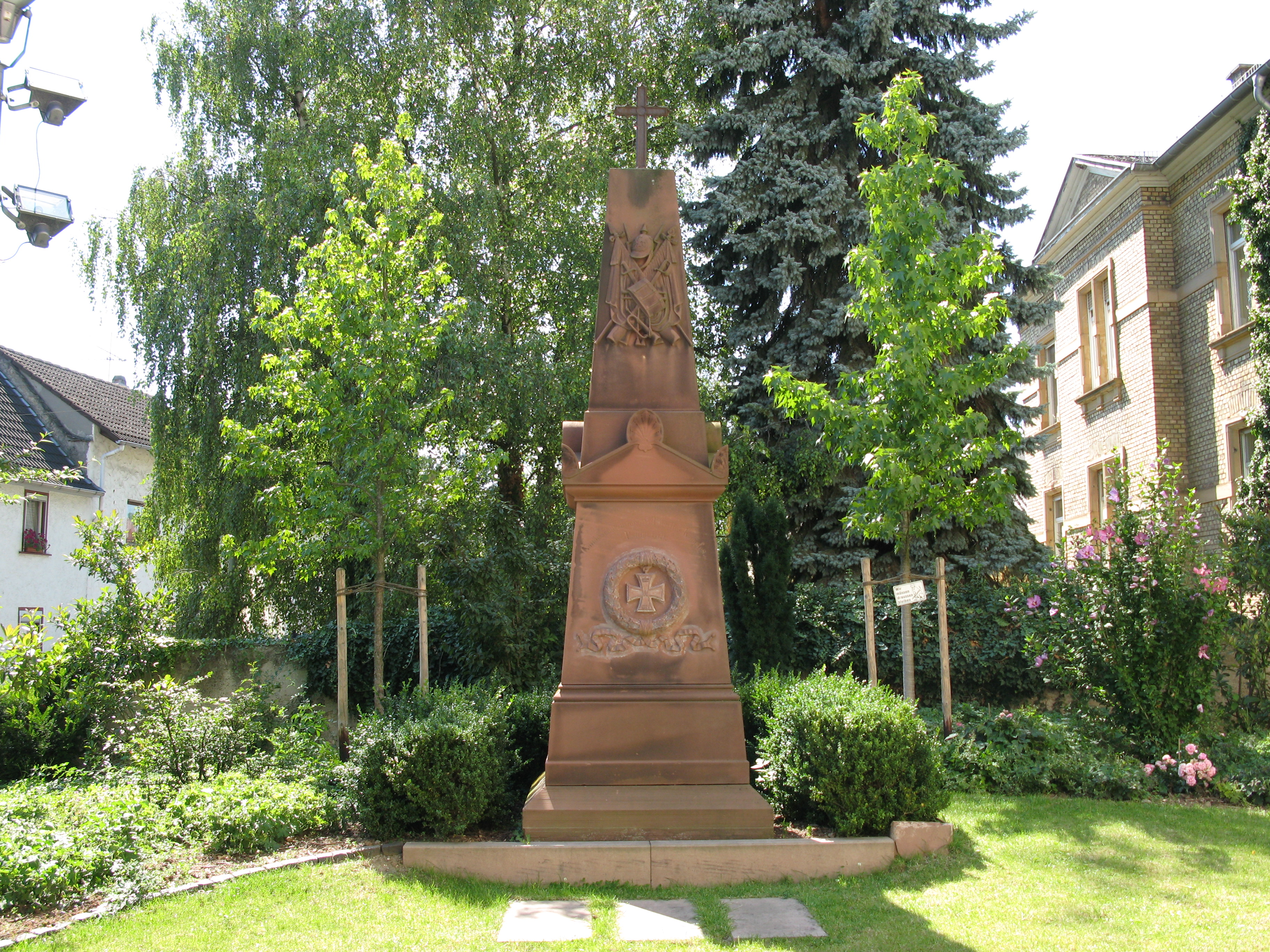
Denkmal an den deutsch-französischen Krieg

Zur Erinnerung an den Französisch-Preußischen Krieg (1870–1871) wurde ein Kriegerdenkmal mit der dem Psalm 139 entnommenen Inschrift „Gott beschütze uns am Tage des Kampfes“ (Ps 139,1 ) errichtet. 1887 wurde die Freiwillige Feuerwehr in Ebersheim gegründet, welche bereits über ein eigenes Spritzenhaus verfügte. 1895 wurde die der Krankenpflege dienende Schwesternstation der Schwestern von der Göttlichen Vorsehung (Mainz), verbunden mit der Kinderbewahrungsanstalt, fertiggestellt. 1897 verschwanden durch bauliche Maßnahmen die beiden Bäche, die jahrhundertelang durch Ebersheim flossen. Die Festung Mainz wurde 1904 aufgelöst, damit die Stadt expandieren konnte. Die Festungsanlagen wurden Mainz vorgelagert, wobei Ebersheim aufgrund seiner geographischen Lage zu einem strategischen Punkt in den neuen Festungsanlagen wurde. 1905 wurde auf dem Gelände der Pfarrgemeinde ein neues Schulgebäude errichtet, welches heute von der Ortsverwaltung genutzt wird. Ebersheim bekam eine Wasserleitung, mit der der Wassermangel und die Typhusgefahr beseitigt wurden. Die Feuerwehr erhielt 1908 ein neues moderneres Gebäude. Das alte Spritzenhaus wurde abgerissen. Im selben Jahr begannen die Umbauarbeiten an der katholischen Kirche. Der Chor und die Sakristei wurden neu erbaut, das Schiff verlängert, die Seitenschiffe wurden angebaut und erhielten Portale. Von 1908 bis 1911 wurden Auf der Muhl mehrstöckige Festungsanlagen und weitere Festungsbauten errichtet. Das Fort Muhl war das Hauptwerk der Selzstellung, befand sich an der höchsten Stelle von Ebersheim und wurde an eine Festungsbahn angebunden. Pläne über die zivile Nutzung der Festungsbahn konnten wegen des Ersten Weltkriegs nicht umgesetzt werden. 1912 erhielt Ebersheim elektrisches Licht und der Turnverein einen eigenen Sportplatz. Während des Ersten Weltkriegs wurden 100 Ebersheimer eingezogen. 40 dieser Bürger waren zum Kriegsende 1918 als Tote oder Vermisste zu beklagen.
Nachdem der Erste Weltkrieg verloren war, stand Ebersheim erneut unter französischer Besatzung. 1922 wurden die Festungsanlagen und -gebäude gesprengt und die Festungsbahn zerstört. Der Radsportverein Ebersheim gründete sich.
Die Obergasse, die heute Teil der Laurentiusstraße ist, wurde 1933 in Adolf-Hitler-Straße umbenannt. Die Käsgasse, heute Dalbergstraße, hieß fortan Hindenburgstraße. Das Stück zwischen der Effenspitze und Töngeshof bekam den Namen Straße der SA. 1935 wurde Ebersheim dem Gau Hessen-Nassau zugeteilt. Die Winzergenossenschaft gründete sich 1936. Im selben Jahr wurde das während der Napoleonischen Kriege zerstörte Joachimskreuz neu errichtet. Während der Reichspogromnacht 1938 wurde die Synagoge in Ebersheim abgebrannt. Viele der jüdischen Einwohner wanderten in die USA aus oder zogen zu ihren Verwandten nach Mainz, von wo sie während des Zweiten Weltkrieges nach Theresienstadt deportiert wurden. Heute erinnern eine Gedenkplatte und der jüdische Friedhof an die jüdische Gemeinde.
Während des Krieges brannten große Teile Ebersheims ab. Die Feuerwehr hatte nicht mehr genügend Mitglieder, und so wurde eine Frauenfeuerwehr gegründet. Die Frauenfeuerwehr wurde von Magret Becker (geb. Ginz) gegründet.  Am 20. März 1945 rückten amerikanische Panzer in Ebersheim ein. Die Situation wurde von den Amerikanern als gefährlich eingeschätzt, und tatsächlich wurde in den folgenden Tagen ein amerikanischer Soldat bei einem Panzerfaustangriff getötet. Ebersheim hatte im Zweiten Weltkrieg 68 Tote und Vermisste zu beklagen.

### Neuzeit ab 1945

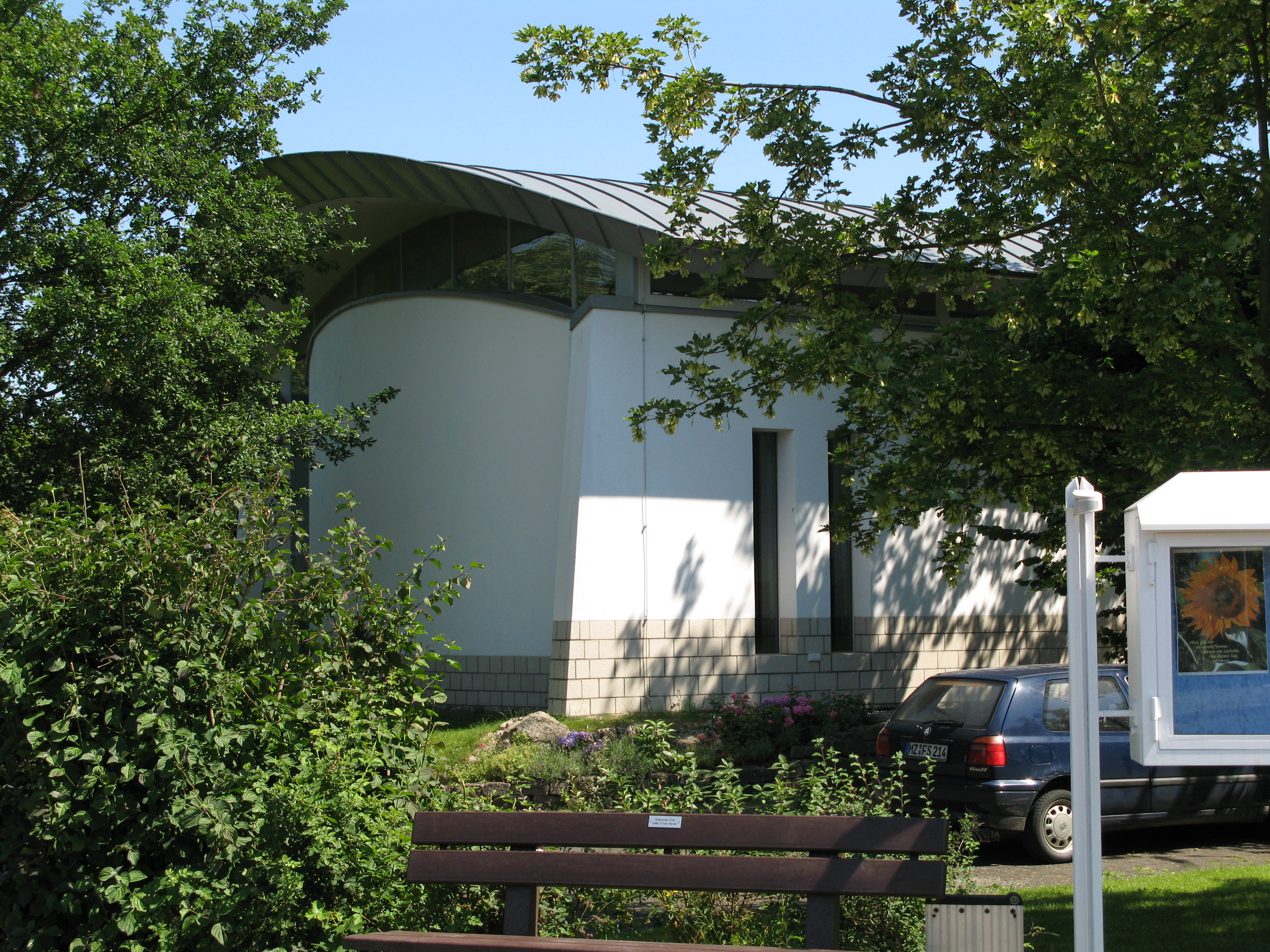
Das evangelische Gemeindezentrum

Von 1945 bis 1949 stand Ebersheim zum dritten Mal unter französischer Besatzung. Das öffentliche Leben normalisierte sich, und der Wiederaufbau begann. Alle Vereine mussten neu gegründet werden. Ebersheim erhielt mit Balthasar Becker einen neuen Bürgermeister, und der katholische Kindergarten wurde durch die Schwestern der göttlichen Vorsehung wiedereröffnet. Ebersheim gehört seit 1946 dem neu gegründeten Bundesland Rheinland-Pfalz an. 1954 wurde die Schwesternstation aufgelöst. 1957 wurden die Überreste der Synagoge der jüdischen Gemeinde abgekauft und abgerissen.
1961 erhielt die Freiwillige Feuerwehr mit einem Tragkraftspritzenfahrzeug TSF 8 ihr erstes Einsatzfahrzeug. Bei dem Absturz einer Boeing 720 der Lufthansa am 4. Dezember 1961 in der Ebersheimer Gemarkung kamen alle drei Besatzungsmitglieder ums Leben. Die Boeing 720-030B mit der Registrierung D-ABOK und dem Namen „Düsseldorf“ war kurz nach Mittag vom Flughafen Frankfurt zu einem Trainingsflug gestartet. Die Unfallursache konnte nie einwandfrei geklärt werden.
1962 wurde der Reit- und Fahrverein Ebersheim gegründet. Zwei Jahre nach der 2000-Jahr-Feier der Stadt Mainz feierte Ebersheim 1964 sein eigenes 1500-jähriges Bestehen. Im selben Jahr wurde die Feldgarten-Grundschule gebaut und eingeweiht. 1966 wurde die Renovierung der Kirche abgeschlossen.
Am 7. Juni 1969 wurde Ebersheim mit mehrheitlicher Zustimmung der Einwohner mit fünf weiteren Vororten in die Stadt Mainz eingemeindet. Damit endete die Geschichte Ebersheims als eigenständiger Ort. Besonders ist, dass Ebersheim trotz der Zugehörigkeit zu Mainz mit seiner Telefonvorwahl 06136 immer noch zum Ortsnetz von Nieder-Olm gehört. Im selben Jahr der Eingemeindung nahm die Gemeinschaftsbuslinie 12 (später Linie 16 und ab 2000 Linie 66) des Ebersheimer Busunternehmens Nauth und der Mainzer Verkehrsgesellschaft den Betrieb auf. Zwei Jahre später ging sie ganz in den Besitz der Mainzer Stadtwerke über. 1972 zog die Freiwillige Feuerwehr in ein neues Feuerwehrhaus. Drei Jahre später wurde die Jugendfeuerwehr Ebersheim gegründet. 1980 wurde der Ebersheimer Weinbrunnen gestiftet. 1984 wurde in Ebersheim eine eigenständige evangelische Gemeinde gegründet. 1986 wurde die Töngeshalle, 1995 der neue katholische Kindergarten eingeweiht. 1997 wurde ein neuer Sportplatz gebaut. Auf dem Gelände des alten entstanden Einfamilienhäuser. 2003 wurde eine Busspur entlang der Töngesstraße gebaut.
Seit Dezember 2005 verkehren erstmals zwei Stadtbuslinien in Ebersheim. Die Linie 66 wurde bis zum Hechtsheimer Mühldreieck zurückgenommen, wo Anschluss an die Straßenbahn besteht und verkehrt von da aus auch als Nachtlinie. Die neue Linie 67 verkehrt in den Hauptverkehrszeiten direkt bis zum Hauptbahnhof. Seit Dezember 2008 verkehrt die Linie 66 montags bis samstags tagsüber über Zornheim bis zur Nachbarstadt Nieder-Olm und vier Fahrten der Linie 67 seitdem morgens zum Bahnhof Römisches Theater. Seit dem Fahrplanwechsel im Dezember 2019 verkehrt die Linie 66 montags bis freitags zu den Hauptverkehrszeiten wieder bis in die Mainzer Innenstadt.

### Namensentwicklung
Der Name Ebersheim ist wohl in der Zeit der fränkischen Landnahme um das 5. Jahrhundert n. Chr. entstanden. Es gibt zur Entstehung zwei Theorien. Die erste sagt, der Name stamme von einem fränkischen Sippenältesten, Eberolf (Eberolfesheim) die zweite, der Name sei vom edlen Franken Abruwin oder Eberwin (Aburinesheim) abgeleitet. Der Ortsname entwickelte sich über die Jahrhunderte wie folgt:
- Ebirisheim (780)
- Evernesheim (893)
- Ebernesheim (1026)
- Ebernsheim (1092)
- Ebrensheim (1184)
- Ebirnsheim (1263)
- Ebberinsheim (1282)
- Ebirnsheim (1303)
- Ebursheim (1341)
- Ebersheim (1404)

### Einwohnerentwicklung
Derzeit (Stand 31. Dezember 2023) haben 5996 Einwohner ihren Hauptwohnsitz in Mainz-Ebersheim. Die Gesamteinwohnerzahl beläuft sich auf 6051. Nachstehend ist die Einwohnerentwicklung von Ebersheim nach der Gesamteinwohnerzahl und nach Geschlecht von 1983 bis 2006 aufgeführt.

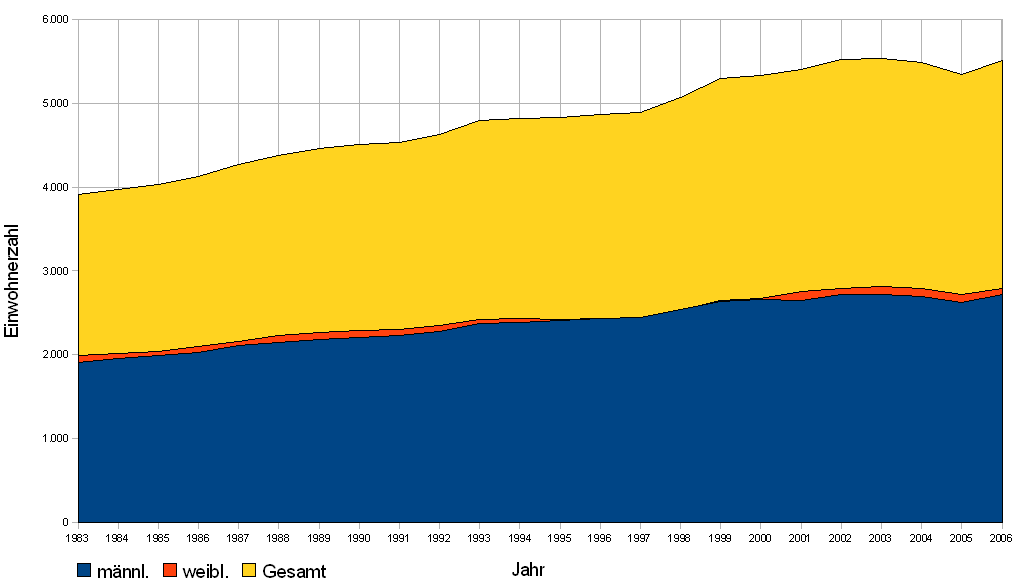
Einwohnerentwicklung von Ebersheim von 1983 bis 2006 aufgeteilt nach Gesamt (gelb), weiblich (rot) und männlich (blau)

| Jahr | männl. | weibl. | Gesamt |
| ---- | ------ | ------ | ------ |
| 1983 | 1.914  | 1.996  | 3.910  |
| 1984 | 1.951  | 2.015  | 3.966  |
| 1985 | 1.993  | 2.042  | 4.035  |
| 1986 | 2.030  | 2.098  | 4.128  |
| 1987 | 2.113  | 2.155  | 4.268  |
| 1988 | 2.147  | 2.235  | 4.382  |
| 1989 | 2.183  | 2.271  | 4.454  |
| 1990 | 2.212  | 2.295  | 4.507  |
| 1991 | 2.233  | 2.298  | 4.531  |
| 1992 | 2.279  | 2.350  | 4.629  |
| 1993 | 2.371  | 2.423  | 4.794  |
| 1994 | 2.383  | 2.429  | 4.812  |

| Jahr | männl. | weibl. | Gesamt |
| ---- | ------ | ------ | ------ |
| 1995 | 2.409  | 2.424  | 4.833  |
| 1996 | 2.428  | 2.436  | 4.864  |
| 1997 | 2.446  | 2.447  | 4.893  |
| 1998 | 2.541  | 2.531  | 5.072  |
| 1999 | 2.641  | 2.651  | 5.292  |
| 2000 | 2.658  | 2.676  | 5.334  |
| 2001 | 2.649  | 2.750  | 5.399  |
| 2002 | 2.725  | 2.796  | 5.521  |
| 2003 | 2.718  | 2.817  | 5.535  |
| 2004 | 2.691  | 2.793  | 5.484  |
| 2005 | 2.622  | 2.718  | 5.340  |
| 2006 | 2.718  | 2.789  | 5.507  |

## Politik

### Ortsbeirat
Seit den Ortsbeiratswahlen 2024 sind folgende Parteien im Ortsbeirat vertreten:
- CDU (5 Sitze)
- SPD (4 Sitze)
- Grüne (2 Sitze)
- FDP (1 Sitz)
- Freie Wähler (1 Sitz)

### Bürgermeister und Ortsvorsteher
Amtierende Ortsvorsteherin ist Anette Odenweller (CDU). Sie setzte sich in einer Stichwahl am 16. Juni 2019 gegen den bisherigen Amtsinhaber Matthias Gill von den Grünen durch. Bei den Kommunalwahlen 2024 setze sich Anette Odenweller am 23. Juni erneut über eine Stichwahl mit einem Stimmenanteil von 54,7 % gegen Johannes Blüm (SPD) durch, nachdem im ersten Wahlgang am 9. Juni keine der vier Bewerbungen die absolute Mehrheit erreichte.
Bis zur Eingemeindung in die Stadt Mainz (1969) stand dem Ort ein Bürgermeister vor. Nach 1969 wurden dann Ortsvorsteher gewählt. Nachstehend aufgelistet sind die Bürgermeister und Ortsvorsteher von Ebersheim und das jeweilige Antrittsjahr.
- Balthasar Becker (1945)
- Johann Babt. Eckert (1956)
- Johann Ambros Becker (1964, Ortsvorsteher ab 1969)
- Klaus Nauth (1986)
- Friedrich Herberich (1992)
- Rainer Emrich (1994)
- Helgi Schwedass (2009)
- Matthias Gill (2014)
- Anette Odenweller (2019)

### Landespolitik
Mainz-Ebersheim gehörte auf Landesebene bis 2020 zum Wahlkreis Mainz II, seit der Landtagswahl 2021 zum neugebildeten Wahlkreis Mainz III.

### Wappen

Alte Darstellung des Ebersheimer Wappens mit gestürztem Rost

| Wappen von Mainz-Ebersheim | Blasonierung: „In Rot ein silberner Feuerrost.“ |
| Wappen von Mainz-Ebersheim | Wappenbegründung: Das Wappenbild ist vom Patrozinium der katholischen Pfarrgemeinde abgeleitet, das der Heilige Laurentius von Rom innehat, und dessen Martyrium auf einem Feuerrost stattgefunden haben soll. Die Farben drücken die Zugehörigkeit zur Stadt Mainz aus. Der Feuerrost wurde bereits 1575 als Ortssiegel verwendet. |

## Religionen
Der Statistik Religionszugehörigkeit – Gebiet 62 Ebersheim des Amt für Stadtentwicklung, Statistik und Wahlen (Stichtag 3. Februar 2010) ist folgende Verteilung der Religionszugehörigkeit in Ebersheim zu entnehmen.
| Religionen                                  | Zugehörigkeit Gesamt | Zugehörigkeit Gesamt (%) |
| ------------------------------------------- | -------------------- | ------------------------ |
| römisch-katholisch                          | 2.571                | 47,06                    |
| keine bzw. keine öffentl.-rechtl. Rel.-Gem. | 1.238                | 22,66                    |
| evangelisch                                 | 1.145                | 20,96                    |
| sonstige öffentl.-rechtl. Rel.-Gem.         | 340                  | 6,22                     |
| ohne Angaben                                | 140                  | 2,56                     |
| israelitisch                                | 15                   | 0,27                     |
| ohne Angabe                                 | 8                    | 0,15                     |
| freireligiöse Gemeinde Mainz                | 4                    | 0,07                     |
| Freie Landesgemeinde                        | 1                    | 0,02                     |
| altkatholisch                               | 1                    | 0,02                     |

## Kultur und Sehenswürdigkeiten

### Bauwerke

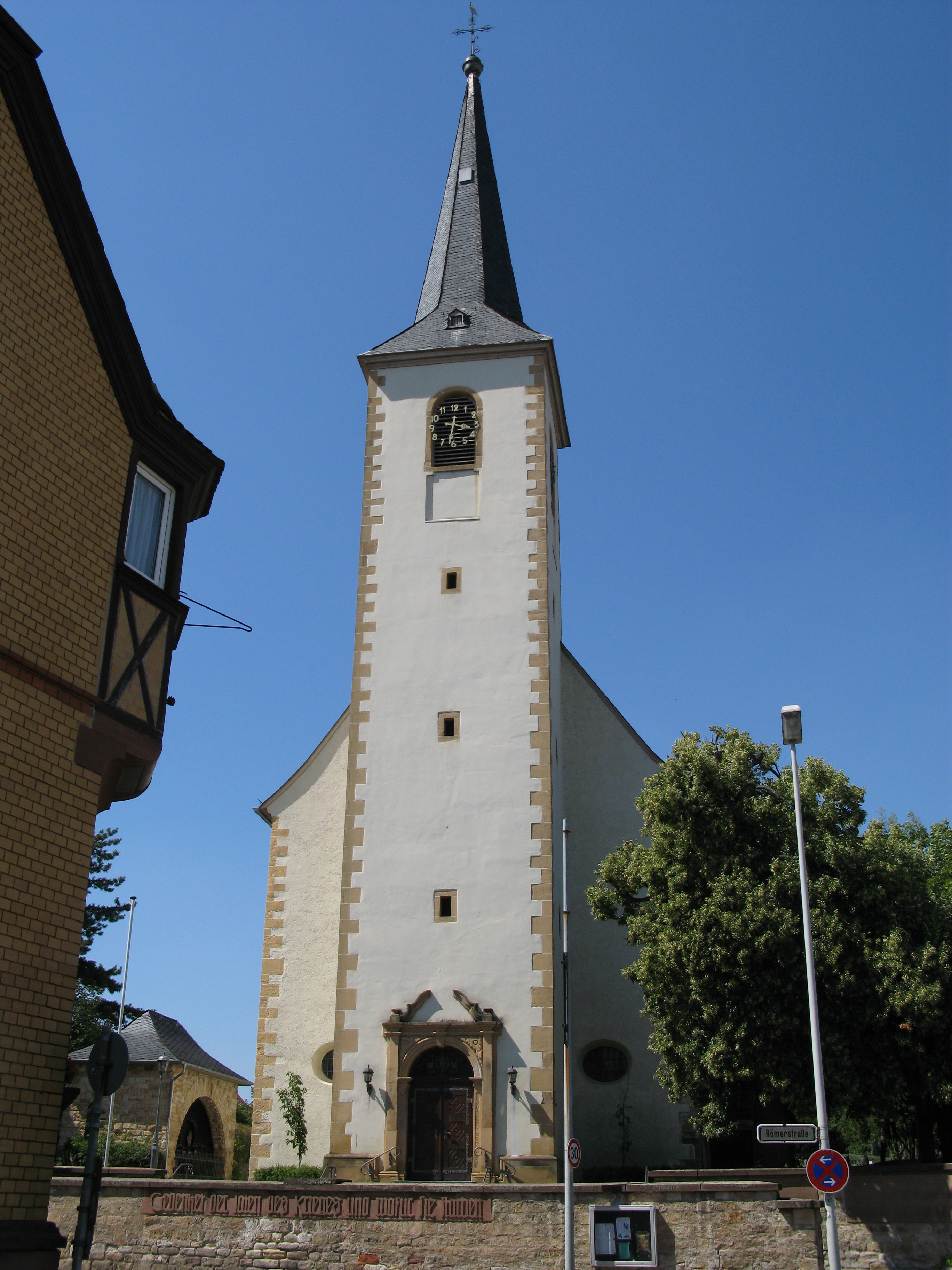
St. Laurentius in Ebersheim

- Die katholische St.-Laurentius-Kirche wurde erstmals 1184 in einer Bulle von Papst Lucius III. an das Kloster St. Alban erwähnt.
- Zur Erinnerung an den Feldzug 1870/71 wurde vor der Kirche ein Kriegerdenkmal errichtet mit der Inschrift: „Gott beschütze uns am Tage des Kampfes“ (Psalm 139).
- Der Weinbrunnen an der Ecke Töngesstraße/Neugasse, erbaut 1980.
- Der Töngeshof, ein ehemaliger Mönchshof aus dem Mittelalter, der noch heute von historischen Mauern umgeben ist.
- Das katholische Pfarrhaus der Gemeinde St. Laurentius.

### Regelmäßige Veranstaltungen
- Ebersheimer Weinwanderung, jährlich am Pfingstsonntag.
- Weinfest im Dorf, jährlich am zweiten Juliwochenende.
- Kerb, jährlich am zweiten Septemberwochenende.

### Vereine und Gruppierungen
Gerade weil Ebersheim der drittkleinste Stadtteil von Mainz ist und weit vom Stadtzentrum entfernt ist, gibt es viele Vereine. Der Ort hat ein reges Vereinsleben, das von Musik über Rad- und Reitsport bis hin zur Fastnacht reicht. Das Vereinsleben in Ebersheim hat Tradition, einige der Vereine sind über 100 Jahre alt.
Die Sängervereinigung 1862/63 Ebersheim entstand 1949 aus den seit ihrer Gründung stark konkurrierenden zwei Ebersheimer Traditionsgesangsvereinen Liederkranz – Die Gelben (1863) und Concordia – Die Schwarzen (1864) und war bis zum Ende ihrer Aktivität der älteste Ebersheimer Verein. Die beiden Vereine hatten einen großen politischen Einfluss im Dorf und waren maßgebend bei Bürgermeisterwahlen und anderen wichtigen Entscheidungen beteiligt. Sie prägten einzeln und später zusammen mehr als 100 Jahre maßgeblich das Leben in Ebersheim. So organisierten sie beispielsweise vor dem Krieg abwechselnd sowohl die Fastnachtprunksitzung und den Rosenmontagsumzug im Ort als auch die Osterfeierlichkeiten. Darüber hinaus gibt es mehrere weitere Musikvereine, so haben die beiden Kirchengemeinden jeweils eigene Chöre.
Ältester aktiver Verein ist der Turn- und Sportverein 1897 Mainz-Ebersheim. Der Verein wurde ursprünglich mit Hilfe der Hechtsheimer Turner als Turnverein gegründet, fusionierte aber im Jahr 1936 mit dem im Jahr 1925 gegründeten Fußballverein DJK Cäcillia Ebersheim zum Turn- und Sportverein, welcher sich heute in die Sparten Turnen/Fitness, Fußball, Basketball, Tischtennis, Volleyball und Tanzen aufteilt. Ein weiterer bekannter Sportverein ist der Radsportverein 1925 Mainz-Ebersheim e. V., dem die sechsfachen Weltmeisterinnen im Kunstradfahren Katrin Schultheis und Sandra Sprinkmeier angehören. Die Deutsche Meisterschaft im Straßenrennen der Amateure wurde 1980 hier veranstaltet.
Der Ebersheimer Carneval – Verein e. V. – Die Römer ist Ebersheims erster Fastnachtverein. Er wurde 1987 gegründet. Grund für die späte Gründung ist der Fakt, dass früher die ansässigen Vereine das närrische Treiben in Ebersheim organisierten und erst als diese die Aufgabe nicht mehr übernehmen konnten, wurde der Bedarf eines eigenen Fastnachtvereines deutlich. Heute wartet der Verein mit einer jährlichen Kampagne auf, welche unter anderem zwei Prunksitzungen beinhaltet. Das seit der Vereinsgründung existierende „ECV-Ballett“, erhielt 2003 einen neuen Anstrich und firmiert seitdem als Showtanzformation Las Romanas. Die Showtanzformation ist das ganze Jahr über aktiv und nimmt an Turnieren sowie an diversen Tanzveranstaltungen und Umzügen teil.
Darüber hinaus existieren ein Gewerbeverein sowie mehrere Fördervereine in Mainz-Ebersheim.

## Wirtschaft und Infrastruktur

### Weinbau
Der Weinbau in Ebersheim hat eine lange Tradition. So wurden bereits 773 die Ebersheimer Weinberge im Schenkungsbuch des Klosters Lorsch erwähnt. Die Ebersheimer Weintradition ist also fast so alt wie die Rheinhessische, welche urkundlich im Jahr 753 erstmals erwähnt wird. Schon damals kristallisierte sich heraus, dass Ebersheim in 10 Jahren ein gutes Weinjahr hat. Unter der Aufsicht des Klosters St. Alban wurde 1184 angeordnet, dass zur Qualitätssicherung Wein nur noch an der Südseite von Ebersheim angebaut werden darf und so ist es bis heute geblieben. Trotz der Anordnung war im Jahr 1798 die Nutzfläche, welche dem Weinbau gewidmet wurde, mit über einem Zehntel recht hoch. In der heutigen Zeit wird Wein von hoher Qualität produziert. Durch den Wein ist das Weinfest im Dorf ein Besuchermagnet; siehe auch Weinbau in Mainz. 2003 wurde in Ebersheim 104 Grad Oechsle gemessen.
Lagen
Die Ebersheimer Weinberge gehören zur Großlage St. Alban und unterteilen sich in drei Einzellagen. Den Hüttberg, den Sand und den Weinkeller.
Der Boden des Hüttberg ist lehmiger Ton. Die Lage hat eine Fläche von 21 Hektar, ist von der Neigung her hängig und nach Süd-Südwest ausgerichtet. Hier wird beispielsweise Gewürztraminer, Riesling und Scheurebe angebaut. Der Sand ist mit 50 Hektar die flächenmäßig größte Weinbaulage in Ebersheim. Sein Boden besteht aus Lehm, die Neigung ist ebenfalls hängig und die Ausrichtung ist Süd-Südost. Hier wird beispielsweise Silvaner angebaut. Beim Weinkeller ist wieder lehmiger Ton als Boden zu finden. Seine Ausrichtung ist wie beim Sand Süd-Südöstlich, die Neigung ist auch hier hängig und die Fläche beträgt 35 Hektar. Hier wird beispielsweise Spätburgunder angebaut.
Historische Wertungen
- Weinqualität 1627: „saurer Wein“
- Weinqualität 1638: „sehr gut und theuer“
- Weinqualität 1639: „saure Holzapfelbrühe“
- Weinqualität 1688 − 1689: „gut, durch den Krieg verzehrt“
- Weinqualität 1747: „besonders gut aber nicht viel“
- Weinqualität 1751: „schlecht, kaum trinkbar“
- Weinqualität 1809: „sauer 1/16 Herbst“
- Weinqualität 1862–1863: „in der Kraft dem 61er nachstehend, aber süßer und angenehmer für Feinschmecker, etwa 1/16 Herbst“
- Weinqualität 1906: „Ertrag =0, Peronospora sehr stark aufgetreten“
- Weinqualität 1911: „Jahrhundertwein“
- Weinqualität 1921: „Edelgewächs, übertrumpft an Qualität den 1911er, Pfarrgut 138°“

Weinkönigin
Ebersheim ist die Residenz der rheinhessischen Weinkönigin 2003 / 2004 Eva Vollmer. Sie wurde am 6. Oktober 2003 mit fünf weiteren Weinmajestäten gewählt und war in den folgenden zwei Jahren Vertreterin des rheinhessischen Weines.
Zudem wurde die Ebersheimerin Karin Eckert 2010/2011 neben der Rheinhessischen und späteren Deutschen Weinkönigin Annika Strebel aus Wintersheim rheinhessische Weinprinzessin.

### Bildung und Kinderbetreuung
Ebersheim hat eine Grundschule, die Grundschule „Im Feldgarten“. Diese ist Außenstelle der Volkshochschule Mainz. Zudem wird ein Seminar in der Ortsverwaltung abgehalten.
In Ebersheim gibt es vier Einrichtungen zur vorschulischen Kinderbetreuung:
- Elterninitiative Kleine Strolche
- Katholische Kindertagesstätte St. Laurentius
- Kindertagesstätte Ebersheim
- die beiden städtischen Kindergärten Die Feldmäuse und Wolkenburg

### Kommunale Einrichtungen
Jugendzentrum Ebersheim

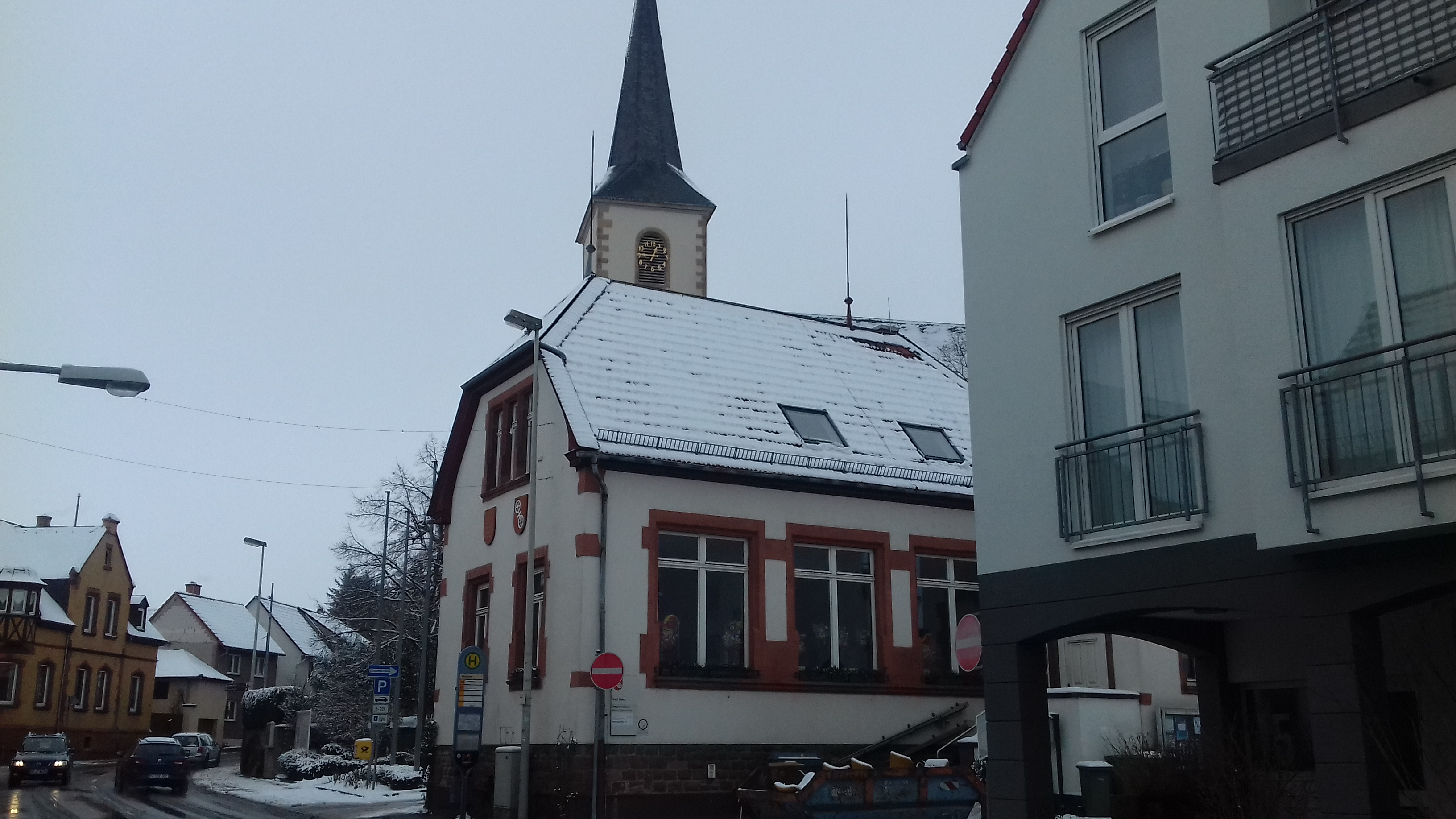
Ortsverwaltung

Das Jugendzentrum Ebersheim befindet sich in der Feldgartenstraße 1, direkt neben der Grundschule. Es ist zusammen mit dem Jugendzentrum Hechtsheim, das Kinder-, Jugend- und Kulturzentrum Hechtsheim/Ebersheim.
Ortsverwaltung Ebersheim
Die Ortsverwaltung Ebersheim befindet sich direkt unterhalb der Kirche. Hier lassen sich verschiedene Handlungen im Bereich des Melde- und Passwesens vornehmen.

## Persönlichkeiten

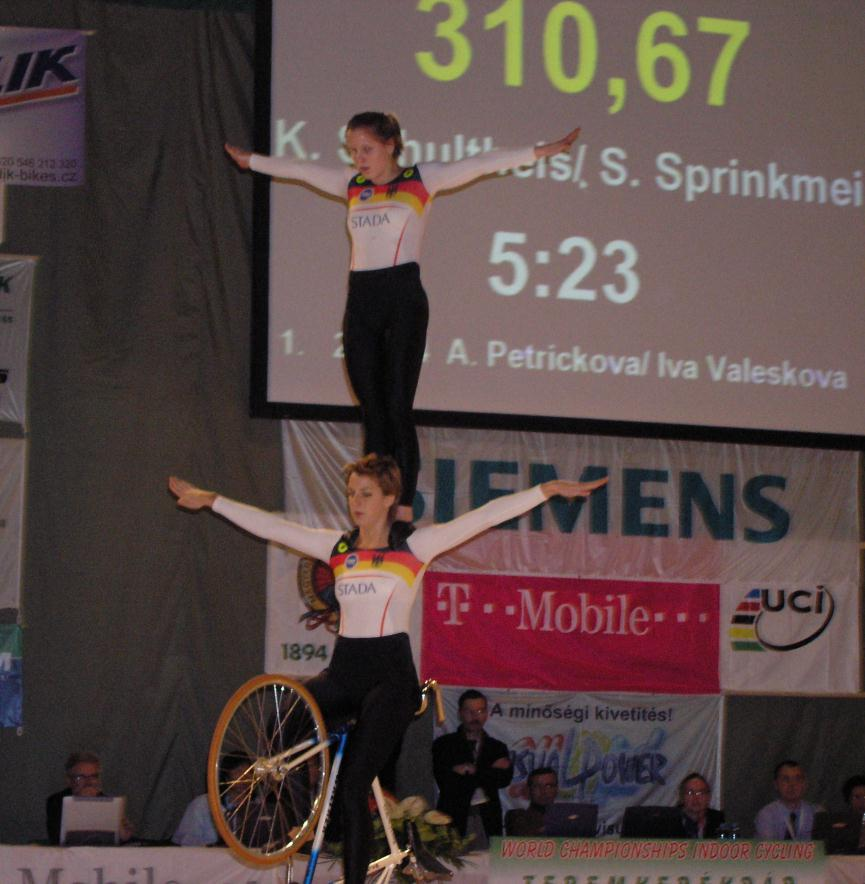
Schultheis & Sprinkmeier

### Söhne und Töchter des Stadtteils
- David Nikolaus Becker (1932–2016), Dompräbendat und externer Richter im Bischöflichen Offizialat Mainz.
- Eva Vollmer, Rheinhessische Weinkönigin 2003/2004.
- Katrin Schultheis und Sandra Sprinkmeier, Weltrekordhalterinnen,[15] Weltmeisterinnen im Kunstradfahren 2007 bis 2009 und 2011,[16] Vizeweltmeisterinnen 2004–2006 und 2010, Deutsche Meisterinnen 2006, 2009, UCI-Ranking-Siegerinnen 2004, 2005, 2007, 2008 und 2009.
- Karin Eckert, Rheinhessische Weinprinzessin 2010/11
- Rebecca Matzon, Turnerin[17][18]

### Persönlichkeiten, die vor Ort gewirkt haben
- Hermann Reifenberg (1928–2022), katholischer Theologe und Liturgiewissenschaftler, Pfarrer in Ebersheim (1961–1965), Ehrenbürger von Ebersheim/Mainz